# Sideways (album)
Sideways is het tweede muziekalbum van de Noorse gitarist Jacob Young voor het ECM-label. De muziek bestaat uit rustige jazz, waarbij opvalt dat Young voornamelijk op de achtergrond speelt. Het album is opgenomen in de Rainbow Studio van Jan Erik Kongshaug in Oslo.

## Musici
- Jacob Young – gitaar
- Mathias Eick – trompet
- Vidar Johansen – basklarinet, tenorsaxofoon
- Mats Eilertsen – contrabas
- Jon Christensen – slagwerk.

## Composities
Allen van Young
1. Sideways
2. Time rebel
3. Slow bo-bo
4. Near South End
5. Out of night
6. Hanna’s lament
7. St. Ella
8. Maybe we can
9. Wide asleep
10. Gazing at stars.